# Rezerwat przyrody Torfowisko Serafin
Rezerwat przyrody Torfowisko Serafin – torfowiskowy rezerwat przyrody utworzony w 1998 na gruntach wsi Serafin w gminie Łyse w województwie mazowieckim. 

## Charakterystyka

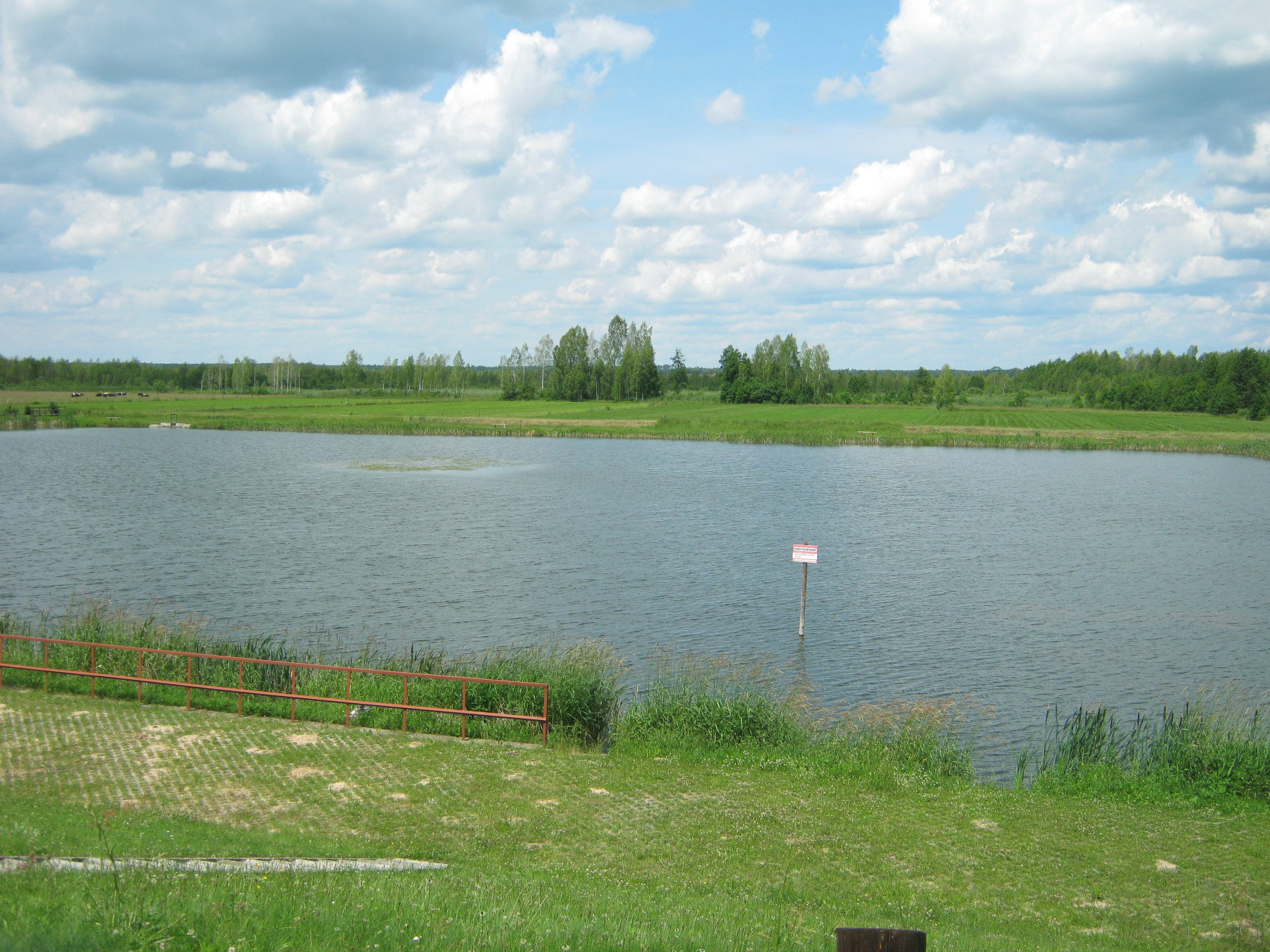
Zbiornik retencyjny położony na południe od torfowiska Serafin

Celem ochrony jest zachowanie – ze względów naukowych, dydaktycznych i krajoznawczych – torfowiska o bogatej faunie i florze, w tym rzadkiej i chronionej. Ochroną objęto torfowisko przejściowe, które w tej strefie klimatycznej jest przyrodniczą osobliwością. Pło, czyli kożuch z pływającej roślinności, zajmuje większą część rezerwatu. Ta zwarta warstwa roślinności wodnej i bagiennej ugina się pod ciężarem człowieka, pod nią znajdują się uwodniony torf i namuły. Wchodzenie na ten obszar jest niewskazane, bowiem nie tylko niszczy to rośliny i płoszy zwierzęta, ale też grozi człowiekowi niebezpieczeństwem. Uwodnione gleby potorfowe występują na obrzeżach rezerwatu. 

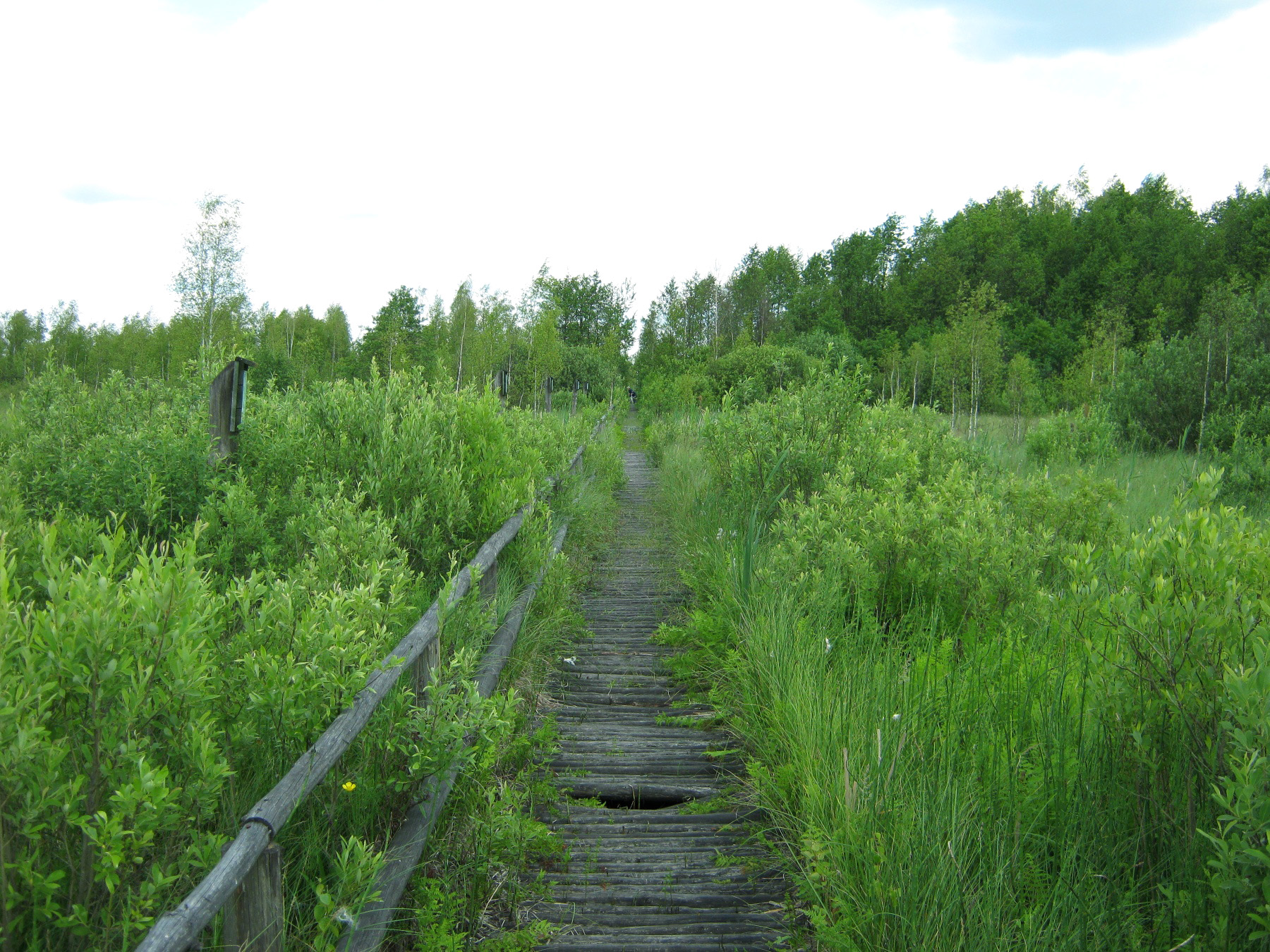
Kładka przebiegająca przez teren rezerwatu, stan na 2012 r.

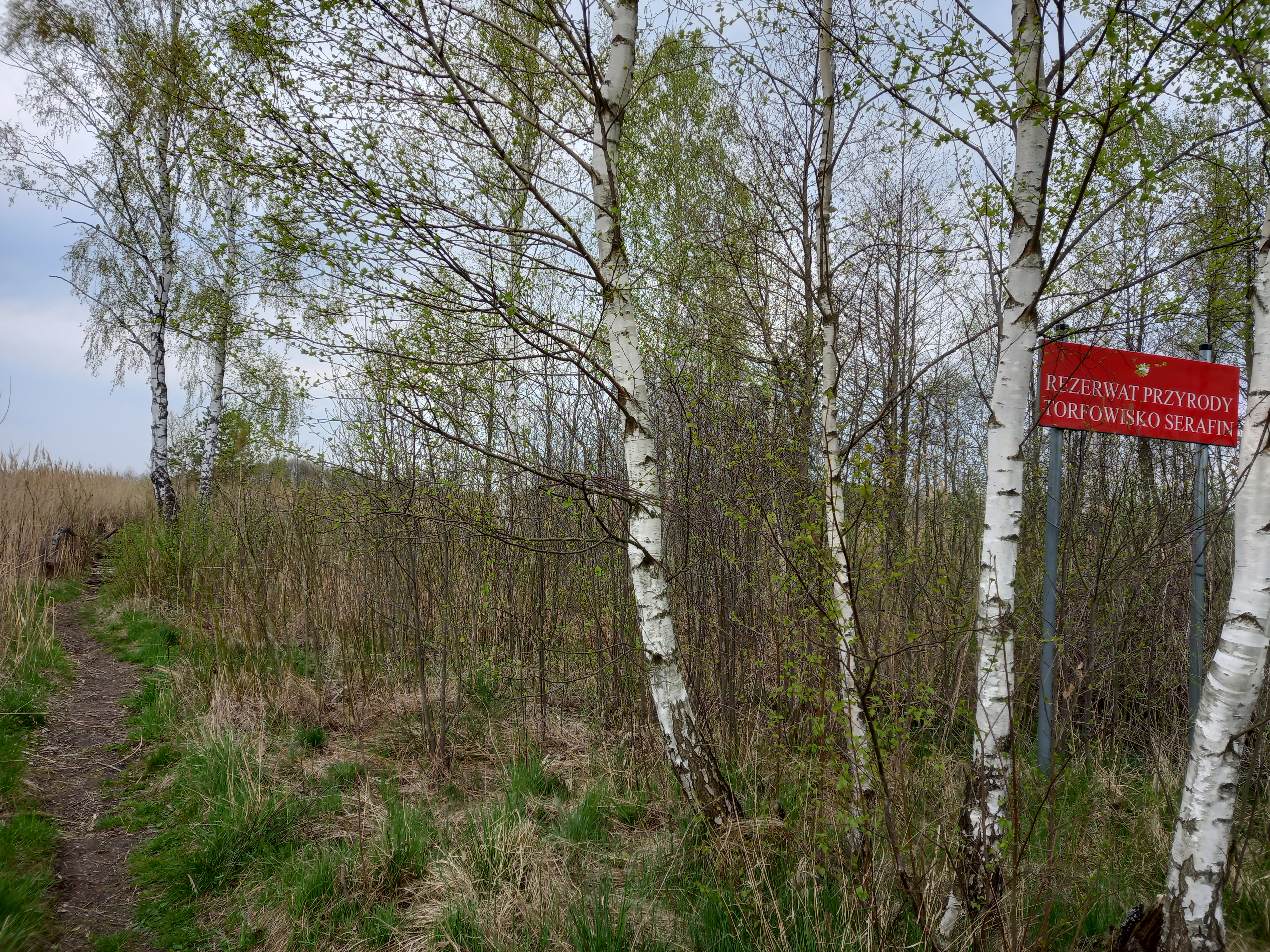
Wejście na teren rezerwatu Serafin

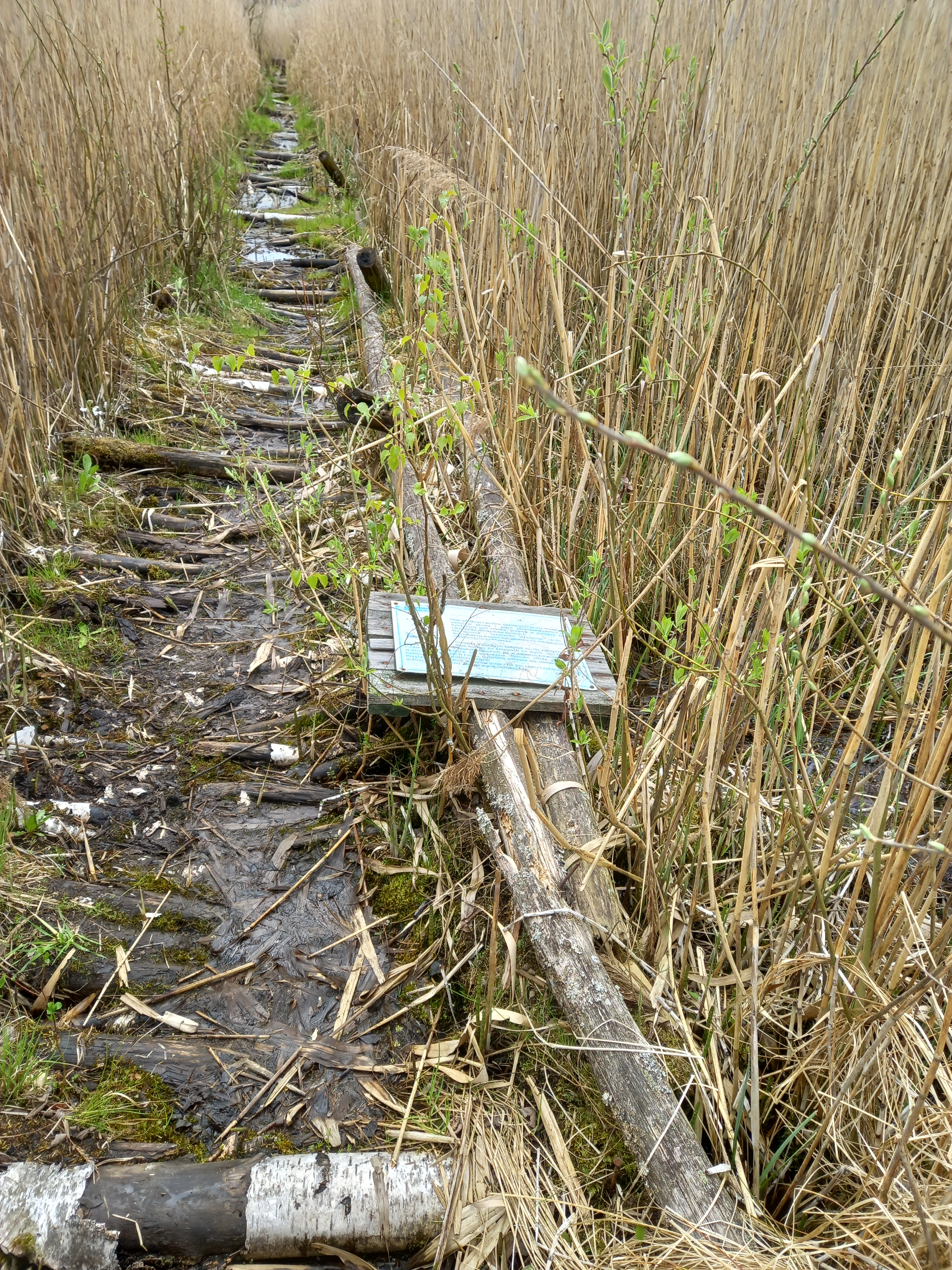
Stan kładki prowadzącej przez rezerwat Serafin w 2022 r.

Torfowisko powstało na miejscu dawnego jeziora polodowcowego Krusko, które pierwotnie miało powierzchnię ponad 200 ha. W latach 60. XX wieku mieszkańcy wsi Serafin informowali, że na początku XX w. jezioro obfitowało w karasie. W połowie XIX wieku podjęto decyzję o rozpoczęciu osuszania okolicznych łąk, a wodę z tego terenu odprowadzano kanałami i rowami do rzeki Pisy. Doszło do torfowienia jeziora, a po II wojnie światowej całkowicie zarosło. 
W 1995 stworzono dokumentację przyrodniczej rezerwatu. Następnie przygotowano projekt ścieżki przyrodniczej, zaś w latach 1997–1998 wybudowano infrastrukturę, która umożliwiła udostępnienie terenu dla zwiedzających (drewniana kładka prowadząca w głąb bagna, wieża widokowa, tabliczki z opisami występujących roślin i zwierząt oraz parking przed rezerwatem).
Występują tu rośliny naczyniowe: rosiczka okrągłolistna, storczyki – krwisty i plamisty, kruszczyk błotny, wełnianka delikatna oraz reliktowe gatunki mchów. Spotkamy tu chronione gatunki roślin: nasięźrzał pospolity, przęstka pospolita, dziewięciornik błotny, pływacz średni, kozłek dwupienny, turzyca obła, dwupienna oraz bagienna. Występuje tu żurawina błotna. Część torfowiska jest porośnięta krzewiastą wierzbą, olszą szarą i brzozami. W południowej części torfowiska, gdzie najdłużej zachowało się lustro wody, występują szuwary: trzcina, skrzyp bagienny, turzyca błotna i dzióbkowata oraz pałka szerokolistna. Część roślin występujących na terenie rezerwatu ma zastosowanie w lecznictwie, część jest objęta szczególną ochroną, np. rosiczka okołolistna, storczyk krwisty i plamisty czy kruszyk błotny. 
Awifaunę reprezentują m.in.: żuraw, potrzos, rokitniczka, świergotek łąkowy, przepiórka, derkacz. Rezerwat daje schronienie także takim gatunkom jak wodnik, kaczka krzyżówka, brzęczka, dziwonia, trzcinniczek. W najbliższej okolicy, na łąkach i polach, żyją pokląskwy, skowronki polne, czajki, kuliki wielkie, rycyki oraz brodźce krwawodziobe. Ptaki drapieżne mające gniazda w okolicy. Myszołowy, pustułki, jastrzębie, kobuzy i błotniaki łąkowe często odwiedzają rezerwat. Dawniej można tu było spotkać cietrzewia, który jest zagrożony wyginięciem.
Na terenie rezerwatu występują też płazy. Spotkać tu można: żabę brunatną, żabę zieloną, ropuchę czy jaszczurkę żyworódkę. Licznie występują licznie ssaki: łoś, zając, sarna czy lis, a także nornica i ryjówka.
Przez torfowisko przebiega kilkusetmetrowa kładka, położona tuż nad jego powierzchnią, zaprojektowana jako ścieżka dydaktyczna. Wzdłuż kładki ustawione są tablice informacyjne. Według informacji na dzień 13 kwietnia 2014 kładka była w bardzo złym stanie technicznym, mocno zbutwiała i w wielu miejscach zapadnięta. Wstęp na kładkę jest zabroniony, o czym informuje tablica ustawiona przy wejściu. W związku z tym teren rezerwatu jest niedostępny dla turystów. Rezerwat wymaga stałej kontroli i opieki, gdyż proces melioracji powoduje osuszanie bagna, a to zagraża istnieniu torfowiska. Samo objęcie terenu ochroną w postaci utworzenia rezerwatu przyrody może być nie wystarczające.